# Carmen Moriyón
María del Carmen Moriyón Entrialgo (Gijón, Asturias, 25 de octubre de 1966) es una médico y política española. Es alcaldesa de Gijón desde junio de 2023. Anteriormente había sido alcaldesa en dos mandatos entre 2011 y 2019. Desde septiembre de 2018 es presidenta de Foro Asturias.

## Biografía
Carmen Moriyón es hija de Maximino Moriyón Álvarez y de Margarita Entrialgo Álvarez, y viuda de José Ramón Rodríguez-Galindo González, fallecido en 2009.
Estudió en el Colegio del Santo Ángel de la Guarda e hizo COU en el Colegio de la Inmaculada (promoción de 1984), y es licenciada en Medicina y Cirugía por la Universidad de Oviedo (promoción de 1990) y especialista en mastología por la Universidad Autónoma de Madrid (2001). Era responsable de la unidad de cáncer de mama en el Hospital de Cabueñes hasta su elección como alcaldesa en 2011.

## Trayectoria política

### Primer y segundo mandato (2011-2019)
Carmen Moriyón comenzó su actividad política en Foro Asturias en 2011, año de fundación del partido. Ese año fue escogida por Francisco Álvarez-Cascos como candidata a la alcaldía de Gijón en la elecciones municipales del 22 de mayo de 2011. Su candidatura fue la segunda más votada de la ciudad, con el 28,31 % de los votos, y la más votada entre las formaciones políticas de derechas. Su elección como alcaldesa dependía de que el Partido Popular, liderado por Pilar Fernández Pardo, la votara en su investidura. Finalmente, el 11 de junio de 2011 fue investida alcaldesa de la ciudad con el apoyo de los 9 ediles de Foro y los 5 del Partido Popular. El PP, no obstante, no entró en el gobierno municipal y se mantuvo en la oposición. La entrada de Foro en el Ayuntamiento de Gijón supuso el fin de 32 años de gobiernos socialistas.
Se volvió a presentar a las elecciones municipales de 2015, en las que su partido perdió un edil respecto a los resultados del año 2011, pero fue la lista más votada con el 25,56 % de los votos, superando al PSOE (24,8 %). La izquierda sumaba la mayoría en el pleno del Ayuntamiento de Gijón, pero un desacuerdo entre Xixón Sí Puede (Podemos y Verdes Equo), Izquierda Unida y el PSOE finalizó con la reinvestidura de Carmen Moriyón como alcaldesa.
De este modo consiguió su segundo mandato en minoría plenaria y con temor a una moción de censura, prolongado hasta el 15 de junio de 2019, cuando le entrega el poder a Ana González.
Los estatutos de Foro impedían que Moriyón se presentara a su tercer mandato como alcaldesa en las elecciones de 2019, por lo que en julio de 2018 Moriyón se postula a la presidencia de Foro. Esto sucede en la complicada situación de la formación tras las elecciones autonómicas de 2015, en las que tras la salida de Álvarez-Cascos del partido, Foro pasa de 12 diputados a 3 representantes. Resultaría elegida el 29 de septiembre de 2018, durante la celebración del III Congreso de Foro Asturias, sucediendo así en la presidencia del partido a Pedro Leal.
Desde septiembre de 2018 es presidenta de Foro Asturias, por lo que fue la candidata del partido en las elecciones autonómicas de mayo de 2019, en las que Foro pierde otro escaño, pasando de tener tres representantes a tener dos. Tras este resultado, Moriyón renuncia al acta de diputada, pero permaneciendo en la presidencia de la formación. Retomó su trabajo en el Hospital de Cabueñes.

### Tercer mandato (2023-act.)
En el V Congreso de Foro, el 1 de octubre de 2022, Carmen Moriyón es reelegida presidente del partido tras ser la única candidata. En diciembre de ese mismo año anuncia que volverá a ser la candidata de su formación a la Alcaldía de Gijón en las elecciones municipales del 28 de mayo de 2023. En dichas elecciones Foro Asturias sería el segundo partido más votado, con ocho concejales de 27 y a sólo 328 votos del PSOE. Sin embargo, a través de un pacto con el Partido Popular y Vox fue investida alcaldesa de Gijón el 17 de junio de 2023.
En los primeros meses de gobierno la corporación revirtió las principales medidas impulsadas por el anterior gobierno: deshizo peatonalizaciones provisionales, se dispuso a derogar la Ordenanza de Movilidad Sostenible y recuperó los festejos taurinos de la plaza de El Bibio, los cuales fueron presididos por Moriyón.En octubre de 2023 Moriyón decidió expulsar a la concejala de Vox Sara Álvarez Rouco del gobierno municipal. El segundo concejal de Vox, Oliver Suárez, abandonó su partido y se integró en el gobierno en calidad de independiente.Este hecho fue denominado como transfugismo por parte de la oposición.

## Polémicas
En junio de 2012 fue denunciada por excompañeros del Instituto de Patología Mamaria Covadonga por «irse sin previo aviso» y por «dañar material del centro». Le exigieron medio millón de euros en compensación por daños y perjuicios. Finalmente, la jueza de primera instancia número dos de Gijón la absolvió y condenó a los denunciantes a indemnizarla.

### Condena por apropiación indebida de fondos públicos (2024)
En junio de 2024, tras un año de su tercera toma de posesión, el Tribunal de Cuentas condenó a Carmen Moriyón a devolver 31.314,29€ al Ayuntamiento de Gijón.Esta cifra había sido sustraída por el Grupo Municipal Foro Asturias durante el periodo 2017-2019 para financiar de manera irregular tanto a Moriyón como al propio partido. La sentencia dictaminó que Moriyón había recibido durante un año un sobresueldo de mil euros mensuales.Igualmente, una asesora suya también había recibido un sobresueldo injustificado y se encontró una factura de 500€ para el funicular de Bulnes en 2019, cuando Moriyón era candidata a la presidencia del Principado.La denuncia había sido interpuesta por antiguos militantes del partido díscolos con la presidenta.
La oposición pidió explicaciones incluyendo 10 preguntas a la alcaldesa para el pleno del ayuntamiento de 10 de julio de 2024. El gobierno local solo aceptó una de las diez alegando que la comparecencia ante medios de la regidora fue explicación suficiente. La estrategia del pleno de Moriyón fue afear a la oposición su actitud haciendo mención en varias ocasiones a la "máquina del fango", los tres grupos de la oposición abandonaron el pleno tras la última intervención de la alcaldesa acusándola de "odio antidemocrático".
En 1 de agosto de 2024, Carmen Moriyón interpuso una denuncia ante la Policía Nacional por una campaña de Mocedá IU Xixón en la que aparecía su cara frente a un texto repetido con partes de la condena del Tribunal de Cuentas: "Apropiación indebida", "sobresueldo", "comidas", "tarjetas" y en otra versión, "misa", "toros", "banderas" y "coches".